# Sassari-Cagliari 1978
La Sassari-Cagliari 1978, ventottesima edizione della corsa, si svolse il 2 marzo 1978 su un percorso di 216 km. La vittoria fu appannaggio del belga Roger De Vlaeminck, che completò il percorso in 5h25'00", precedendo gli italiani Giuseppe Martinelli e Franco Bitossi.

## Ordine d'arrivo (Top 10)
| Pos. | Corridore           | Squadra                    | Tempo    |
| ---- | ------------------- | -------------------------- | -------- |
| 1    | Roger De Vlaeminck  | Sanson-Campagnolo          | 5h25'00" |
| 2    | Giuseppe Martinelli | Magniflex-Torpado          | s.t.     |
| 3    | Franco Bitossi      | Gis Gelati                 | s.t.     |
| 4    | Carmelo Barone      | Fiorella Mocassini-Citroën | s.t.     |
| 5    | Alfredo Chinetti    | Selle Royal-Inoxpran       | s.t.     |
| 6    | Ercole Gualazzini   | Scic-Bottecchia            | s.t.     |
| 7    | Francesco Moser     | Sanson-Campagnolo          | s.t.     |
| 8    | Dino Porrini        | Mecap-Selle Italia         | s.t.     |
| 9    | Alessio Antonini    | Selle Royal-Inoxpran       | s.t.     |
| 10   | Roberto Ceruti      | Mecap-Selle Italia         | s.t.     |